# 王良 (1905年)
王良（1905年—1932年4月13日），原名王化赅，字傅良，男，四川綦江人，中国工农红军将领。

## 生平
1917年，考入重庆英华中学。1924年秋，考入上海持志大学。1926年，入黄埔军校第五期学习。1927年加入中国共产党。四一二事变后，王良所在的武汉军校改编为国民革命军第二方面军教导团。同年9月，参加毛泽东领导的秋收起义，参加创建井冈山根据地。1928年，任中国工农红军第四军11师31团1连连长，参加龙源口、黄洋界等战斗。1929年1月，转战赣南、闽西，先后参加大柏地、长岭寨等战斗。同年12月，出席古田会议。1930年6月后，任红一军团四军1纵队司令员、10师师长、11师师长。在龙冈战斗中，指挥所部迂回国军侧后，配合兄弟部队发起猛攻，全歼国军第18师，活捉前线总指挥张辉瓒，取得了第一次反围剿战争胜利。1932年3月，王良任红四军军长，率部参加漳州战役。同年6月13日，在福建武平大禾圩遭阻击，王良亲自到前沿阵地侦察敌情时阵亡。